# Andromeda (galaxie)
Andromeda, cunoscută și ca Messier 31, M31 sau NGC 224 (în textele mai vechi denumită „Marea nebuloasă Andromeda”) este o galaxie spirală care se află la aproximativ 2,5 milioane de ani-lumină depărtare de Pământ.
Andromeda este cea mai mare galaxie din Grupul Local, constituit din galaxia Andromeda, Calea Lactee, galaxia Triangulum și alte 30 de galaxii mai mici. Deși este cea mai mare (ca întindere), s-ar putea ca galaxia Andromeda să nu fie și cea mai masivă, cercetările recente susținând că cea mai multă materie întunecată o conține Calea Lactee, care prin urmare este cea mai masivă galaxie.
La o magnitudine aparentă de 4,4, galaxia Andromeda este notabilă ca fiind unul dintre obiectele Messier cele mai luminoase, fiind ușor vizibilă cu ochiul liber. Totuși, fără un telescop ea pare destul de mică, deoarece partea ei centrală este mai întunecată; diametrul său unghiular este de 7 ori mai mare decât cel al Lunii.

## Descoperire
Cea mai timpurie referință existentă la acest corp ceresc datează de prin anul 961, în lucrarea astronomului de origine persană Azophi / Al-Sufi, Cartea stelelor fixe. Astronomul Charles Messier a inclus-o sub numărul 31 în catalogul său, Catalogul Messier.

## Informații generale
Denumită Marea Nebuloasă din Andromeda până când natura sa galactică a fost recunoscută în anii 1920, Galaxia Andromeda este galaxia spirală cea mai apropiată de Calea Lactee  și cea mai mare galaxie din Grupul Local din care fac parte ambele galaxii. Cu un diametru de aproximativ 140.000 de ani-lumină, ea ar conține circa un trilion de stele.

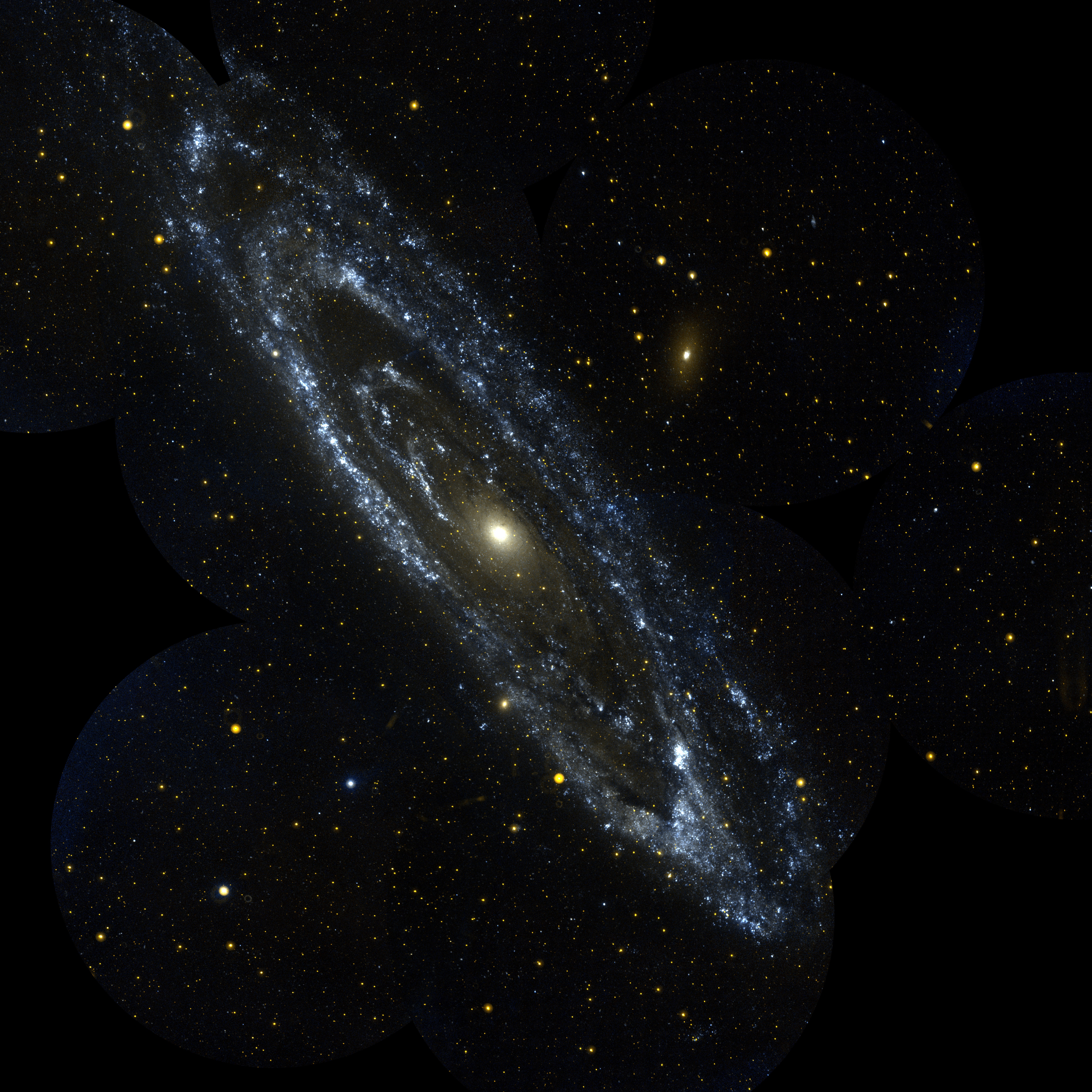
Imagine în raze ultraviolete a galaxiei Andromeda și satelitului său M 110

Galaxia Andromeda se apropie de Soare cu o viteză de aproximativ 300 de kilometri pe secundă. Cunoscând mișcarea Sistemului Solar în cadrul Căii Lactee, galaxia Andromeda și Calea Lactee se apropie una de alta cu o viteză de 100 până la 400 de kilometri pe secundă. Calculele arată că ele se vor ciocni peste aproximativ 2,5 miliarde de ani. În urma coliziunii, galaxiile se vor unifica, formând o galaxie eliptică gigantă. Aceste evenimente sunt obișnuite printre galaxii.

### Estimarea recentă a distanței
În anul 2003, folosind infraroșul I-SBF și ajustând valoarea noului punct de luminozitate al lui Freedman descoperit în 2001 și, în plus, folosind o corecție metalică de −0,2 mag dex−1 în (O/H), a fost derivată o estimație a distanței până la Andromeda de 2,57 ± 0,06 milioane de ani lumină.
Folosind metoda variabilei cefeide, în 2004 a fost obținută o estimație de 2,51 ± 0,13 milioane de ani lumină.
Toate aceste măsurători produc o medie de 2,54 ± 0,06 milioane de ani lumină. Bazat pe informația de mai sus, diametrul maxim al lui M31 este estimat la 141 ± 3 mii de ani lumină.

### Estimarea masei
Estimarea greutății pentru haloul Andromedei (inclusiv materie întunecată) dă o valoare de aproximativ 1,23 × 10¹² M☉, asemănându-se bine cu Calea Lactee care are circa 1,9 × 10¹² M☉. Chiar dacă M31 ar putea fi mai puțin masivă decât Calea Lactee, eroarea metodei de estimare este încă prea mare pentru a putea avea exactitate. M31 nu conține mai multe stele decât Calea Lactee, dar se întinde mai mult spațial.
În particular, M31 pare să aibă mult mai multe stele comune decât Calea Lactee, iar luminozitatea sa estimată este aproape dublă decât a celei din urmă. Totuși, rata de formare a stelelor în Calea Lactee este mult mai ridicată, M31 producând aproape numai o masă solară pe an — în comparație cu 3-5 mase solare anual pentru Calea Lactee. Rata novelor din Calea Lactee este și ea dublă pe lângă rata lui M31. Aceasta sugerează că în trecut M31 a suferit o mare fază de formare a stelelor, pe când Calea Lactee tocmai se află în mijlocul unei astfel de faze. Asta ar putea însemna că în viitor numărul stelelor din Calea Lactee va egala numărul de stelelor observate din M31.

## Observare

Localizarea galaxiei în constelația Andromeda.

Prima descriere a galaxiei cu ajutorul unui telescop este realizată de Simon Marius în 1612 (adesea descris ca fiind descoperitorul galaxiei). Ea a fost fotografiată pentru prima oară în 1887 de către astronomul Isaac Roberts, în observatorul său din Crowborough în Sussex.

### Natura galactică
În anii 1920, stelele variabile cefeide sunt identificate de către Edwin Hubble pe fotografiile astronomice ale nebuloasei. Mulțumită relației perioadă-luminozitate stabilită în 1912 de Henrietta Leavitt, Edwin Hubble a stabilit distanța stelelor și a confirmat natura extragalactică a obiectului. A permis și să se reinterpreteze un eveniment din 1885 care fusese considerat ca fiind o novă. Prin magnitudinea sa aparentă relativ slabă și distanța galaxiei, acest eveniment era în realitate extrem de luminos la scara unei galaxii. De fapt era vorba de o supernovă (o explozie a unei stele), denumită în continuare SN 1885A. Este prima supernovă văzută de la inventarea telescopului, și singura cunoscută în galaxia Andromeda.
În 1943, când Los Angeles era sub camuflaj, Walter Baade a utilizat telescopul Hooker de la Mont Wilson și, pentru prima oară, a rezolvat stele în regiunea centrală a galaxiei.
În 1953, studiul obiectului astronomic M31 de către Edwin Hubble și Allan Sandage a pus în evidență o nouă clasă de stele variabile, variabilele luminoase albastre (sau LBV).

## Grupul Local

### Galaxii satelite ale Galaxiei Andromeda
Vreo douăzeci de galaxii pitice orbitează în jurul Galaxiei Andromeda. Cea mai masivă dintre acestea este Galaxia Triunghiului, o galaxie spirală bine desenată, ușor de recunoscut, dar și M110 / NGC 205 este foarte cunoscută, fiind foarte vizibilă pe clișeele de ansamblu ale Galaxiei Andromeda ca o mică galaxie eliptică orientată oblic în raport cu marea sa vecină. M32, o galaxie eliptică pitică „compactă”, este mai discretă, însă totuși vizibilă ca un mic disc cu contururi ușor flu la marginea discului Galaxiei Andromeda; M32 se află foarte probabil la originea unor anumite perturbări morfologice în interiorul discului Galaxiei Andromeda, în urma traversării cvasiortogonale de către aceasta acum vreo 210 de milioane de ani. Celelalte formațiuni galactice satelitare sunt galaxii eliptice pitice sau galaxii pitice sferoidale.

Tabelul de mai jos rezumă formațiunile galactice identificate ca fiind satelite ale galaxiei Andromeda și principalii lor parametri potrivit lui Koch și Greb; coordonatele carteziene (XM31, YM31, ZM31) centrate pe Galaxia Andromeda sunt deduse din coordonatele polare (α, δ, D☉) uzuale centrate pe Soare:
| Nume                                               | Tipologie | α (J2000.0) | δ (J2000.0)  | Distanța până la Soare (kpc) | XM31 (kpc) | YM31 (kpc) | ZM31 (kpc) | Anul descoperirii |
| -------------------------------------------------- | --------- | ----------- | ------------ | ---------------------------- | ---------- | ---------- | ---------- | ----------------- |
| Galaxia Triunghiului (M33)                         | SA(s)cd   | 01h 33m 51s | +30° 39′ 37″ | 847 ± 60                     | 87,4       | 49,8       | 196,7      | 1654 ?            |
| M32                                                | cE2       | 00h 42m 42s | +40° 51′ 55″ | 770 ± 40                     | 4,7        | 4,0        | 0,1        | 1749              |
| M110 (NGC 205)                                     | dE6       | 00h 40m 22s | +41° 41′ 07″ | 830 ± 35                     | 3,8        | -55,3      | 16,0       | 1773              |
| NGC 185                                            | dE5       | 00h 38m 58s | +48° 20′ 12″ | 620 ± 25                     | -89,3      | 121,6      | -89,4      | 1787              |
| NGC 147                                            | dE5       | 00h 33m 12s | +48° 30′ 29″ | 755 ± 35                     | -85,5      | -8,7       | -52,4      | 1829              |
| IC 10                                              | dIrr      | 00h 20m 17s | +59° 18′ 14″ | 660 ± 65                     | -200,0     | 70,7       | -140,7     | 1887              |
| IC 1613                                            | dIrr      | 01h 04m 47s | +02° 07′ 02″ | 715 ± 35                     | 369,2      | 334,5      | 84,8       | 1906              |
| Galaxia Pitică Neregulată din Pegas (PegDIG)       | dIrr/dSph | 23h 28m 36s | +14° 44′ 35″ | 760 ± 100                    | 355,5      | 106,5      | -174,5     | ~ 1955            |
| Andromeda I                                        | dSph      | 00h 45m 40s | +38° 02′ 28″ | 790 ± 30                     | 41,0       | -0,5       | 24,7       | 1970              |
| Andromeda II                                       | dSph      | 01h 16m 30s | +33° 25′ 09″ | 680 ± 25                     | 42,2       | 144,9      | 53,5       | 1970              |
| Andromeda III                                      | dSph      | 00h 35m 34s | +36° 29′ 52″ | 760 ± 70                     | 63,2       | 23,2       | -7,2       | 1970              |
| LGS 3                                              | dIrr/dSph | 01h 03m 53s | +21° 53′ 05″ | 620 ± 20                     | 149,1      | 240,6      | 21,4       | 1976              |
| Andromeda V                                        | dSph      | 01h 10m 17s | +47° 37′ 41″ | 810 ± 45                     | -104,2     | -26,3      | 45,8       | 1998              |
| Andromeda VI (Galaxia Pitică Sferoidală din Pegas) | dSph      | 23h 51m 46s | +24° 34′ 57″ | 775 ± 35                     | 243,1      | 37,6       | -100,5     | 1998              |
| Andromeda VII (Pitica din Cassiopeia)              | dSph      | 23h 26m 31s | +50° 41′ 31″ | 760 ± 70                     | -86,3      | -50,5      | -191,5     | 1998              |
| Andromeda IX                                       | dSph      | 00h 52m 53s | +43° 12′ 00″ | 790 ± 70                     | -31,6      | -12,4      | 22,0       | 2004              |
| Andromeda XI[18]                                   |           |             |              |                              |            |            |            | 2006              |
| Andromeda XII[18]                                  |           |             |              |                              |            |            |            | 2006              |
| Andromeda XIII[18]                                 |           |             |              |                              |            |            |            | 2006              |
| Curent de maree nord-vest (curenți E și F)[19]     |           |             |              |                              |            |            |            | 2009              |
| Curent de maree sud-est[19]                        |           |             |              |                              |            |            |            | 2009              |
| Andromeda XXVIII[20]                               |           |             |              |                              |            |            |            | 2011              |
| Andromeda XXIX[20]                                 |           |             |              |                              |            |            |            | 2011              |

### Viitoarea coliziune cu Calea Lactee
Este cunoscut faptul că galaxia Andromeda se deplasează cu o viteză de 140 km/s, adică de 504.000 km/h. Se crede că galaxiile Andromeda și Calea Lactee se vor ciocni peste 3 miliarde de ani; acum distanța dintre acestea este de 2,5 milioane de ani lumină.